# A Gondnokság

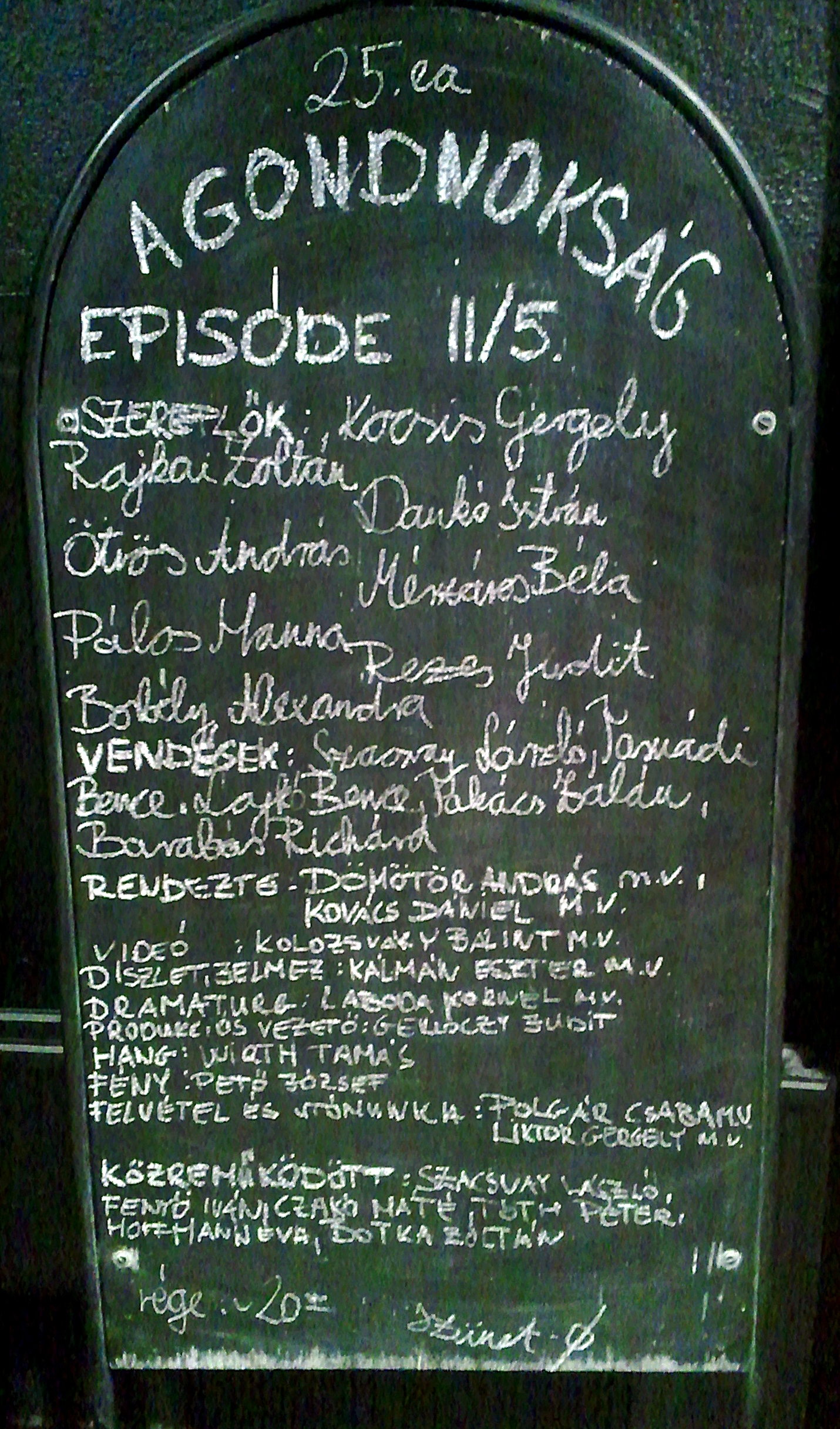

A Gondnokság – színházi sitcom, a Budapesti Katona József Színház produkciója.

## A sorozatról dióhéjban
A Dömötör András és Kovács Dániel által jegyzett sorozat különleges színházi vállalkozás. Az alkotóknak alig két nap felkészülés után kell a komoly csapatmunkát igénylő rögtönzéseikkel a "nagyérdemű" elé állni. A hagyományos színházi effektek mellett, az alkotók a korszerű hang és videó eszköztárral is kísérletezhetnek. A sorozat első előadását a "Katona",  "Sufnira" keresztelt, legkisebb játszóhelyén adták. Később a produkció átköltözött a "Kamrába". de a 2011/2012-es szezon záró előadását a nagyszínpadon tartották. Ugyanezen a napon -2012. május 26-án- a Puskin moziban a teljes sorozatot meg lehetett tekinteni.
A nagy sikerre való tekintettel, a második sorozattal folytatódott az újszerű vállalkozás. 2013 februárjában a produkció elmozdult a Ferenciek téri objektumról, és a Thália Színház Humorfesztiválján is bemutatkozott. Ugyanebben a hónapban került sor, a 25. előadásra is.
Három hónappal később a, Színházak éjszakáján, a nagy színpadon, évadzáró, két előadásban tragikus eseményeknek lehettek szemtanúi a nézők. Cselek, ellen-cselek, konspirációk áldozata lett a gondnokok és az ősszülők mellett a Nagy Kun, a poraiból újra és újra aktivizálódó Mátyás király és Kinizsi Pál is. Csak a soha be nem fogadott, önbizalom hiányos Ádám-Taksony maradt talpon és a páncélinkubátorban őrzött királyi sarj: Csenge. Senki nem tudja lesz-e ebből folytatás, speciális, sitcom trükkös feltámadás...

## Alkotók, szereplők
- Rendező: Dömötör András, Kovács Dániel
- Látvány: Kálmán Eszter
- Videó: Kolozsváry Bálint
- Operatőr, vágó, utómunka: Bakta Máté, Polgár Csaba, Liktor Gergely
- Fény: Pető József
- Hang: Wirth Tamás
- Zene: Keresztes Gábor
- Dramaturg: Laboda Kornél
- Konzultáns: Radnai Annamária
- Produkciós vezető: Gerlóczy Judit és Héricz Anna
- Szereplők:
  - A nagy kun: Kun Vilmos
  - Gondnokok
    - Endre: Kocsis Gergely,
    - Attila: Dankó István,
    - Zsolti: Ötvös András,
    - Ádám-Taksony: Mészáros Béla,
    - Vera: Pálos Hanna,
    - Emőke: Borbély Alexandra,
    - Feri-Junior: Tasnádi Bence[2]

  - Ősanya: Rezes Judit
  - Ősapa, korábban Endre: Rajkai Zoltán
  - Valamint a teátrum vendégekkel kiegészített teljes társulata

## A kereszthímzés próféciája
Az epizódokat Fekete Ernő narrációja nyitja.

   "A sors úgy rendeli, hogy a magyarok, élükön a nagy királlyal mentsék meg majd a világot, amikor elérkeznek az utolsó idők. Mikor minden összedől, el fog jönni egy új, Árpád házi fejedelem, aki világuralomra segíti majd népét, és megteremi a béke és szeretet korszakát. A régi magyarok hímzésekben jegyezték le ezt a próféciát még az írás megjelenése előtt. Ez a kereszthímzés próféciája. Évezredek óta köztünk él egy titkos társaság, észrevétlenül őrzik a történelem zivatarai közepette azt, ami a legfontosabb: a tiszta vérvonalat. A hét vezér segítette trónra az első királyt. Vajk azonban nem hitt a pogány tanokban, és Szent Istvánként a Bajor Gizellát vette el, és felhigította az Árpádok vérét. A dicső ősök követői ezért ekkortól a később kihaltnak hitt Árpád ház egy titkos oldalágát óvják évszázadok óta. Ők a Gondnokok."

## Idézet Lénárt András kritikájából
| „ | A Gondnokság, Dömötör András és Kovács Dániel ígéretes rendezésében a naiv eredetmítoszokat a sci-fi utópikusságával, a népmesei fordulatokat a kémtörténetek kötelező elemeivel ötvözi, miközben a valóságot kifordítva, nem kevés iróniával keres fiktív összefüggéseket a jelen eseményei és a múlt jelenségei között, ez pedig a sorozatokhoz mérten sűrű, jó tempójú, könnyfakasztóan vicces stílusparódiát eredményez. Az előadás helyenként egészen abszurd hangvételűnek tűnik, hiszen tényként kezeli, hogy a négyes metró késleltetésének hátterében – a munkások, politikusok százainak manipulálásával járó – szarkofágépítés áll, s mint kiderül, Suzukira azért van ilyen nagy számban szükség az országban, mert a Gondnokok csak a mi autónk kipufogóján keresztül képesek a bázisra teleportálni. Az előadás aktuálpolitikai, közéleti jelenségekre vonatkozó magyarázatai azonban semmivel sem ésszerűtlenebbek, nevetségesebbek, mint a valóságos, legitim válaszok. És ez az, ami igazán abszurd. | ” |
|   | |   |

## Videó galéria
- Az epizódok a Youtube-on

## Külső hivatkozások
- Revizor: FOLYT VÉR, FOLYT KÖNNY, FOLYT. KÖV. Lénárt András írása
- Kulter.hu: Szállj, szállj sólyom szárnyán...
- Katona blog, Fullár Fanni Kálmán Eszter, a Mártírok és A Gondnokság díszlettervezője